# Agabus thomsoni
Agabus thomsoni är en skalbaggsart som först beskrevs av J. Sahlberg 1871.  Agabus thomsoni ingår i släktet Agabus och familjen dykare. Arten är reproducerande i Sverige. Inga underarter finns listade i Catalogue of Life.